# Adob verd
L'adob verd és l'operació agrícola de conrear una planta per enterrar-la i així incrementar el nivell de matèria orgànica del sòl.
És un sistema tradicional i que actualment també es fa servir en agricultura ecològica junt amb els fems, el compost com un altre adob orgànic
Les plantes utilitzades són preferentment lleguminoses (veça, pèsols, etc.), ja que aquestes fixen nitrogen en les seves arrels però també es fan amb gramínies (ordi civada, etc.), crucíferes (nap, colza...) i d'altres famílies.
També es fa un adobat verd amb el control i aprofitament de les herbes espontànies.
En conreus anuals es fa prèviament la sembra de la planta d'adob verd que serà enterrada i farà més fèrtil la terra per a la conreada a continuació.
En plantes perennes la sembra de la planta a enterrar es fa entre la filera dels arbres i arbusts conreats.
Quan l'adob verd està en la fase de floració és el moment adient d'enterrar-lo o com a mínim segar-lo i deixar-lo a sobre de la terra.
Un adob verd pot fer tant humus com una aplicació de fems.
En cas de molta secada pot tenir l'inconvenient de competir amb el conreu per l'aigua. Generalment només hi ha aquesta coberta vegetal en l'època més freda i humida per evitar la competència amb el conreu per l'aigua i els nutrients.